# Kassina wazae
Kassina wazae es una especie de anfibios de la familia Hyperoliidae. Es endémica del parque nacional de Waza (Camerún).